# Erik Sorga
Erik Sorga (* 8. Juli 1999 in Tallinn) ist ein estnischer Fußballspieler. Der Stürmer ist seit Juni 2019 estnischer Nationalspieler.
Er wurde im Spieljahr 2019 mit 31 Treffern Torschützenkönig der höchsten estnischen Spielklasse.

## Karriere

### Verein
Der in der estnischen Hauptstadt Tallinn geborene Erik Sorga begann seine fußballerische Ausbildung im Jahr 2007 beim FC Štrommi und wechselte bereits im Januar 2008 in die Jugend von Tallinna JK Legion. Dort spielte er in diversen Juniorenauswahlen und war seit dem Spieljahr 2014 für die U17-Mannschaft im Einsatz. In der nächsten Saison 2015 erzielte der Stürmer in 15 Ligaspielen 26 Tore und wechselte im Februar 2016 in die U21-Mannschaft des FC Flora Tallinn, welche in der zweithöchsten estnischen Spielklasse spielte. Als 16-Jähriger stieg er in seiner ersten Saison 2016 zum besten Torschützen der Mannschaft auf. Am 23. September 2016 (31. Spieltag) debütierte er beim 4:0-Heimsieg gegen den JK Tarvas Rakvere in der ersten Liga, als er in der 61. Spielminute für Rauno Alliku eingewechselt wurde. In der weiteren Spielzeit 2016 bestritt er ein weiteres Ligaspiel für die erste Mannschaft und erzielte parallel dazu 17 Tore in 30 Einsätzen für die Reserve.
In der folgenden Saison 2017 pendelte er zwischen erster Mannschaft und Reserve. Am 5. Mai 2017 (10. Spieltag) erzielte er beim 7:0-Heimsieg gegen den JK Tulevik Viljandi sein erstes Ligator für die erste Mannschaft. Dies war sein einziger Treffer in acht Ligaspielen für die Herrenauswahl, während er 13-mal für die Reserve traf. Im März 2018 erzielte er in drei Ligaspielen für die Reserve neun Tore und trat daraufhin immer häufiger in der Meistriliiga in Erscheinung. Am 9. Mai 2018 erzielte er beim 9:3-Sieg gegen die U21 Floras im Halbfinale des estnischen Pokals sieben Tore und bereitete einen weiteren Treffer vor. In diesem Spieljahr 2018 traf er in 27 Ligaspielen der Herren neun Mal. Zusätzlich wurde er mit 16 Treffern in sieben Pokalspielen Torschützenkönig dieses Wettbewerbs.
In der folgenden Saison 2019 gelang ihm auch in der Ligameisterschaft der Durchbruch. Er etablierte sich als unumstrittener Stammspieler und wurde mit 31 Toren in 34 Ligaspielen überlegen der Torschützenkönig vor Nikita Andreev mit 13 Treffern. Mit seiner hervorragenden Quote trug er zusätzlich entscheidend zum Meistertitel Floras bei. In drei Pokalpartien traf Sorga zusätzlich 13 Mal, wodurch er die Spielzeit mit 44 Toren in 38 Pflichtspielen für Flora beendete. Damit war er 2019 weltweit einer der erfolgreichsten Stürmer des Jahres.
Am 8. Januar 2020 wechselte Erik Sorga für eine Ablösesumme in Höhe von 450.000 Euro zur MLS-Franchise D.C. United, wo er einen Dreijahresvertrag unterzeichnete. Beim 2:1-Heimsieg gegen Inter Miami am ersten Spieltag der Saison 2020 stand er in der Startformation. Am 3. September 2020 (6. Spieltag) erzielte er beim 1:0-Auswärtssieg gegen die New York Red Bulls den einzigen Treffer des Tages. Trotz regelmäßiger Startelfeinsätze gelang Sorga in seiner ersten Saison 2020 in 17 Partien nur ein Treffer. Nach einem Jahr kehrte er nach Europa zurück und spielte in  den Niederlanden für Venlo und in Schweden für IFK Göteborg. Weitere Stationen lagen in Bulgarien, Aserbaidschan und Vietnam.

### Nationalmannschaft
Erik Sorga bestritt Länderspiele für die U16, U17 und die U18 Estlands, bevor er im Dezember 2015 erstmals für die U19 auflief. Bis Oktober 2017 lief er 33 Mal für diese Auswahl auf und konnte in diesen Spielen sieben Tore erzielen, womit er einer der am meisten eingesetzten Spieler als auch einer der Top-Torschützen der U19 ist. Im März 2019 absolvierte er drei Länderspiele für die U21.
Am 8. Juni 2019 debütierte er bei der 1:2-Heimniederlage gegen Nordirland in der Qualifikation zur Europameisterschaft 2021 für die A-Nationalmannschaft, als er in der 61. Spielminute für Rauno Sappinen eingewechselt wurde. Bei der 1:2-Heimniederlage gegen Belarus am 6. September 2019 erzielte er sein erstes Länderspieltor.

## Erfolge

### Verein
FC Flora Tallinn
- Meistriliiga: 2017, 2019
- Estnischer Pokalsieger: 2020

### Individuelle Auszeichnungen
- Torschützenkönig der Meistriliiga: 2019